# Strätlingita
La strätlingita és un mineral de la classe dels silicats. Rep el nom per W. Strätling, qui va sintetitzar el compost el 1938.

## Característiques
La strätlingita és un silicat de fórmula química Ca₂Al₂SiO₇·8H₂O. Va ser aprovada com a espècie vàlida per l'Associació Mineralògica Internacional l'any 1975. Cristal·litza en el sistema trigonal.
Segons la classificació de Nickel-Strunz, la strätlingita pertany a «09.EG - Fil·losilicats amb xarxes dobles amb 6-enllaços més grans» juntament amb els següents minerals: cymrita, naujakasita, manganonaujakasita, dmisteinbergita, kampfita, vertumnita, eggletonita, ganofil·lita, tamaïta, coombsita, zussmanita, franklinfil·lita, lennilenapeïta, parsettensita, estilpnomelana, latiumita, tuscanita, jagoïta, wickenburgita, hyttsjoïta, armbrusterita, britvinita i bannisterita.

## Formació i jaciments
Va ser descoberta al volcà Bellerberg, situat a la localitat d'Ettringen, a Mayen-Koblenz (Renània-Palatinat, Alemanya). També ha estat descrita en altres indrets d'Alemanya, dins els estats de Renània-Palatinat, Baviera i Baden-Württemberg, així com a França, Itàlia i Romania.